# Doolhoflaan

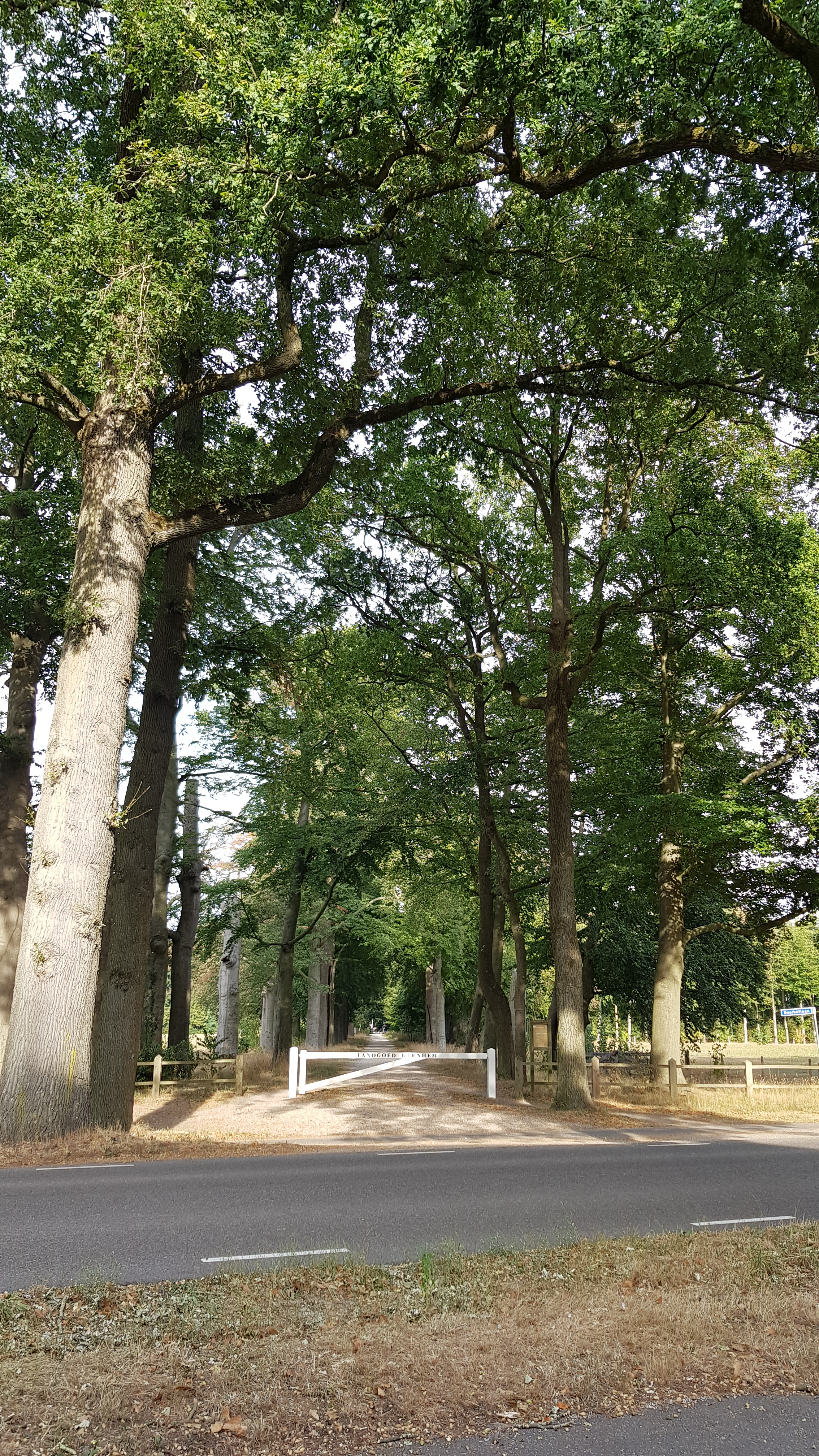
Zicht op de Doolhoflaan vanuit Huis Kernhem

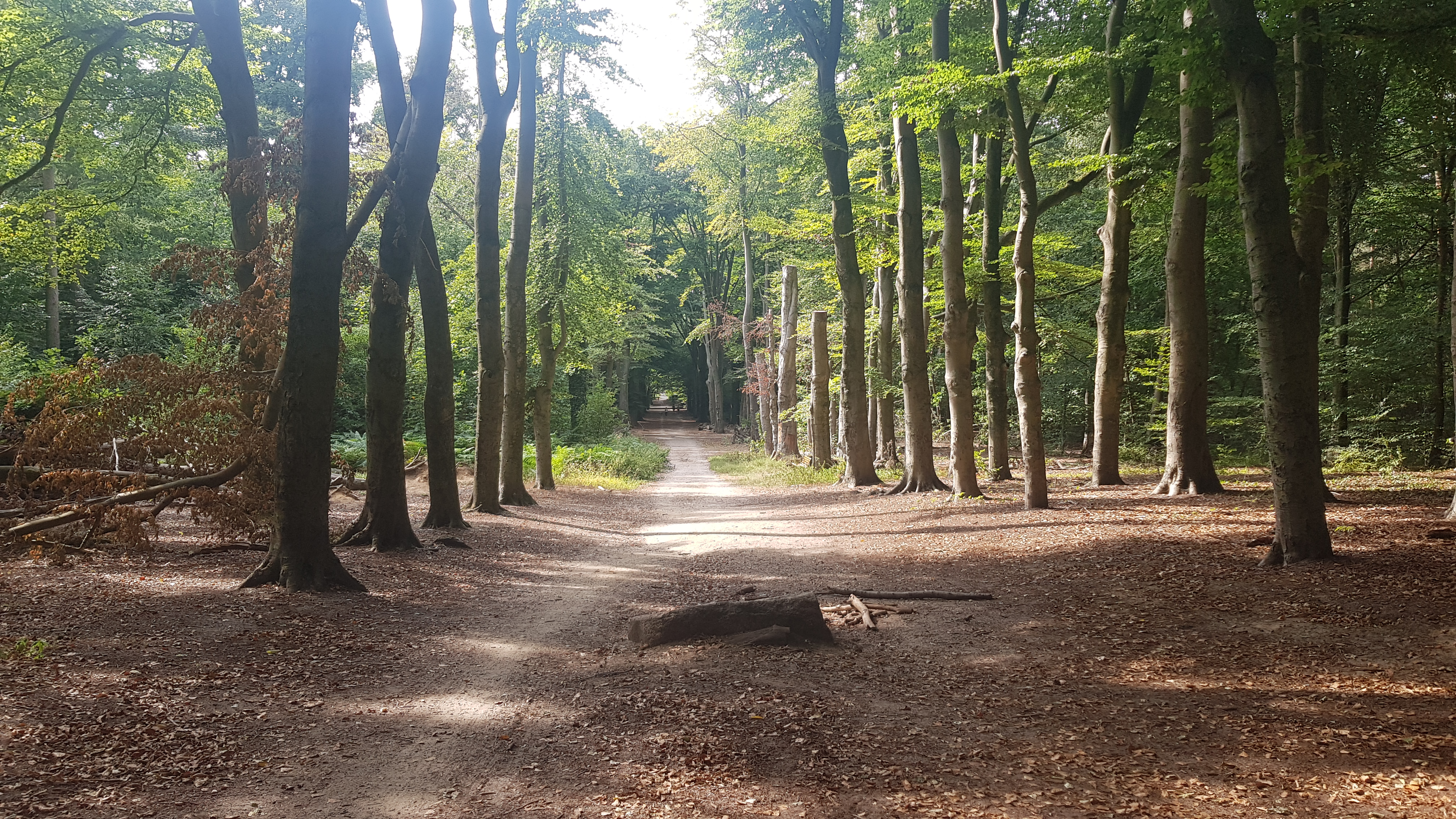
De Doolhoflaan met aan het uiteinde Huis Kernhem en op de voorgrond de Bloedsteen

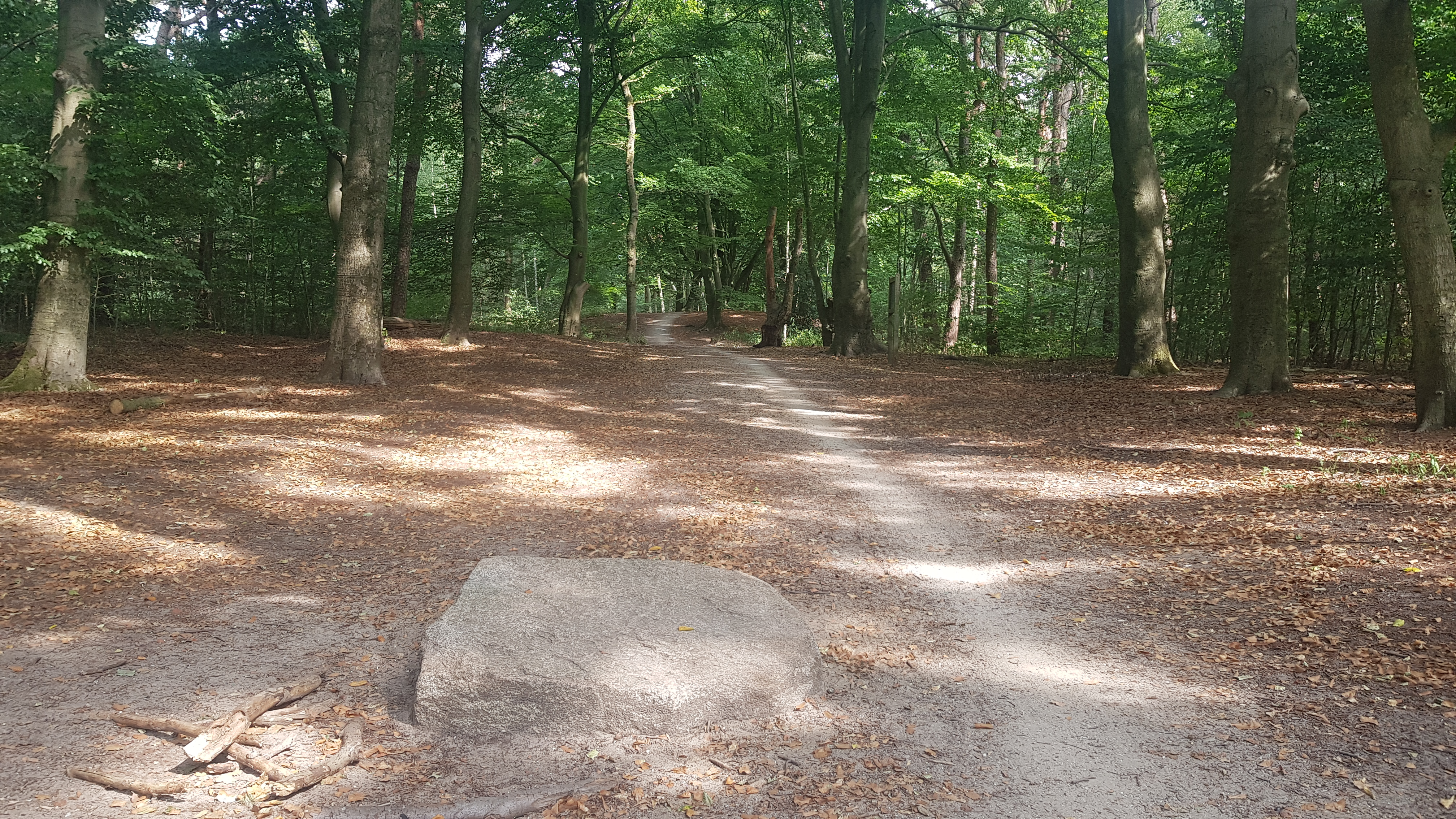
De Bloedsteen in de Doolhoflaan

De Doolhoflaan is een monumentale bomenlaan in de Nederlandse gemeente Ede. De laan ligt ten noorden van het dorp Ede op het landgoed Kernhem ten oosten van het Huis Kernhem. De laan maakt deel uit van een (oorspronkelijk) ongeveer drie kilometer lange centrale symmetrische zichtas bestaande uit de Doolhoflaan ten oosten van het Huis kernhem en ten westen de Kernhemselaan met de Veense Laan in het verlengde. Aan de westzijde van het landgoed liggen ten noorden en zuiden van deze zichtas de Hanenburg en de Vissenkom en aan de oostzijde van de zichtas liggen in de laan de Bloedsteen en het doolhof.
De Doolhoflaan wordt op ongeveer een derde doorsneden door de spoorlijn Nijkerk - Ede-Wageningen, aan de zuidzijde deels ingeklemd door een bedrijventerrein en verder naar het oosten ligt aan weerszijden van de laan een begraafplaats.

## Geschiedenis
In 1715 werd rondom Huis Kernhem een park aangelegd in classicistische stijl, gekenmerkt door bomenlanen met een centrale symmetrische as. Aan het begin van de 19e eeuw werd het park in landschappelijke stijl aangepast en werd er rond de Hanenburg en de Vissenkom een parkje ingericht met slingerende paden. In de periode 1860-1870 werden de beuken langs de bomenlaan aangeplant. In 1735 kreeg de graaf van Wassenaar toestemming om de Doolhoflaan verder door te trekken tot aan het Gravenbergje.
In 1970 werd het landgoed inclusief de Doolhoflaan geschonken aan de gemeente Ede.
Aan het eind van de jaren 1980 werd het park van Kernhem opgeknapt.
In 1990 werd het Suske en Wiske-verhaal Het witte wief uitgegeven, waarin ze over de Doolhoflaan lopen langs de Bloedsteen met zicht op Huize Kernhem.

## Dendrologie
De brede bomenlaan is in vier rijen aangeplant en bestaat uit beuken (Fagus sylvatica), waarvan de oudste beuken stammen uit de periode 1860-1870 of 1732-1735. Tussen de beuken zijn er ook zomereiken en Amerikaanse eiken aangeplant.

## Vleermuizenreservaat
In de periode 1958-1975 werd in de bomenlaan onderzoek gedaan naar een populatie rosse vleermuizen in de Veense Laan, waarbij ze werden gevangen en geringd.
In 1977 werd in de Veense Laan een beuk gekapt om plaats te maken voor de aanleg van de Lunterseweg die de bomenlaan ging doorkruisen. In de gevelde boom bleek zich een groep halfslapende rosse vleermuizen te bevinden die door de kap werden verstoord. Ter compensatie van de paarplaatsen van de vleermuizen stelde de toenmalige directeur van het gemeentelijk bosbedrijf, belast met het beheer van de bosopstanden van het landgoed, om op het landgoed een vleermuizenreservaat in te stellen.
In 1978 werd de bomenlaan aangemerkt als vleermuizenreservaat. De instelling van het reservaat houdt in dat men bomen zo lang mogelijk laat staan, kaprijke bomen niet weggehaald worden, maar indien nodig alleen van hun kroon ontdaan worden. Het gevolg daarvan is dat er daardoor dode takken naar beneden kunnen komen.
In 1989 werd voor het eerst sinds de instelling als reservaat een vleermuizeninventarisatie gedaan in verband met de herinrichting van het landgoed. Daarbij werd vastgesteld dat er in de herfst in ten minste zes bomen aan de Doolhoflaan rosse vleermuizen huisden en in een eik aan de Kernhemselaan werd in de zomer een kolonie 24 vleermuizen aangetroffen. Tevens werden er op het landgoed nog zes andere vleermuissoorten aangetroffen, te weten de gewone dwergvleermuis, ruige dwergvleermuis, laatvlieger, baardvleermuis, watervleermuis en grootoorvleermuis. Er werd vastgesteld dat elke avond ten minste 35 watervleermuizen de bomenlaan gebruiken als een beschutte vliegroute naar de vijvers in de Edese wijk Veldhuizen, het enige open water in de wijde omtrek.
In 1990 ontving het Bosbedrijf van de gemeente Ede de Leo Bels-oorkonde, een prijs voor diegene die zich ingezet heeft voor vleermuisbescherming.
De bebouwing rond het landgoed breidde zich langzaam uit, waardoor het landgoed steeds meer ingeklemd werd. Bij een onderzoek in 1999 werden van de meeste vleermuissoorten er lagere aantallen aangetroffen.
Uit onderzoek van het Atlasproject is gebleken dat de meeste boombewonende vleermuizen huizen in de bomen van bomenlanen. De bomen in deze bomenlanen zijn vaak van relatief hoge leeftijd die vaak samen in de aftakelingsfase komen (met hoog risico op vallende takken) waarbij een laan dan in z'n geheel wordt gekapt en daarmee de huisvesting van deze vleermuizen totaal verdwijnt. Op Kernhem blijven de oude bomen zo lang mogelijk staan en worden er in de gaten zo groot mogelijke nieuwe bomen aangeplant.